# Rhytidanthera
Rhytidanthera là một chi thực vật có hoa trong họ Ochnaceae.

## Loài
Chi Rhytidanthera gồm các loài: